# لیزبرگ (آلاباما)
لیزبرگ (به انگلیسی: Leesburg) شهری در شهرستان چروکی ایالت آلاباما است که مساحت آن ۱۶٫۶۷ کیلومتر مربع است و در سرشماری سال ۲۰۱۰ میلادی، ۱٬۰۲۷ نفر جمعیت داشته و تراکم جمعیتی آن، ۶۱٫۶۱ نفر در هر کیلومتر مربع بوده است.